# 小野塚喜明
小野塚 喜明（おのづか よしあき、1951年4月1日  -  ）は、日本の稲作篤農家（魚沼コシヒカリ）。「農林漁業体験民宿の活用及び人材育成によるグリーン・ツーリズム推進のカリスマ」として、観光庁認定観光カリスマ。地域活性化伝道師（内閣府地方創生推進室）。

## 経歴
- 1951年（昭和26年）4月1日、新潟県南魚沼郡塩沢町生まれ。
- 1969年（昭和44年） 新潟県立六日町高等学校を卒業。
- 1987年（昭和62年） 「ホテル八紘閣」社長に就任。
- 1997年（平成9年） 塩沢町商工会観光部長に就任。
- 1998年（平成10年） 舞子高原後楽園観光協会会長に就任。　　
  - 塩沢町観光協会理事に就任。
- 2002年（平成14年） 塩沢町グリーン・ツーリズム推進協議会幹事長に就任。
- 2003年（平成15年） 新潟県ふるさと民宿連絡協議会会長に就任。
- 2004年（平成16年） 観光庁認定・観光カリスマに就任。
  - 「農林漁業体験民宿の活用及び人材育成によるグリーン・ツーリズム推進のカリスマ」
- 2007年（平成19年） 新潟県観光復興戦略会議[4]に委員に就任。
  - 新潟県のろしプロジェクト副委員長に就任。
  - ホテル八紘閣を退社。
- 2009年（平成21年） 塩沢商工会観光部顧問に就任。
  - 新潟県狼煙プロジェクト[5][6][7]会長に就任。
- 2016年（平成28年）9月16日、認定農業者・エコファーマーに認定[8][9][10]。